# 岳家镇
岳家镇，是中华人民共和国四川省巴中市平昌县下辖的一个乡镇级行政单位。

## 行政区划
岳家镇下辖以下地区：
岳家社区、六角村、金斗村、茶店村、云峰村、中民村、涌水村、观音村、板桥村、河源村和双竹村。